# Wyhl am Kaiserstuhl
Wyhl am Kaiserstuhl är en kommun och ort i Landkreis Emmendingen i regionen Südlicher Oberrhein i Regierungsbezirk Freiburg i förbundslandet Baden-Württemberg i Tyskland.
Kommunen ingår i kommunalförbundet Nördlicher Kaiserstuhl tillsammans med staden Endingen am Kaiserstuhl och kommunerna Bahlingen am Kaiserstuhl, Forchheim, Riegel am Kaiserstuhl och Sasbach am Kaiserstuhl.